# Conopsia terminiflava
Conopsia terminiflava là một loài bướm đêm thuộc họ Sesiidae. Nó được biết đến ở Cameroon.